# KAPPA-ONE
KAPPA-ONE（カッパ・ワン）またはKAPPA-ONE登龍門（カッパ・ワンとうりゅうもん）は、光文社による長編小説の公募新人発掘企画（新人賞）。2007年分の募集を最後に実質休止し、2014年より本格ミステリを対象とする後継の新人発掘企画カッパ・ツー（KAPPA-TWO、Kappa-II）が開始された。同企画についても本項で扱う。

## 概要
KAPPA-ONEのONEは、「Our New Entertainment」を意味する。
ジャンルを問わず、長編小説を募集する。原稿枚数は、400字詰め原稿用紙換算で200枚以上1000枚以内。毎年6月末日と12月末日が締め切り。先に始まった講談社のメフィスト賞と同じく、編集者が応募作を審査する。プロ・アマは問わないという規定であり、すでに書籍を刊行していた陰山琢磨と大濱真対もKAPPA-ONEから作品を刊行している。
受賞作はすべて、光文社のカッパ・ノベルスから刊行された。
初回だけは純粋な公募ではなく、光文社文庫の公募アンソロジー『本格推理』に掲載されたことのあるアマチュア作家から4人（石持浅海、林泰広、東川篤哉、加賀美雅之）が選出された。4人の書き下ろし長編は2002年4月にKAPPA-ONEの第一期として刊行された。この4作品はすべて推理小説だったが、KAPPA-ONE自体は推理小説の賞というわけではなく、その後推理小説を発表したのは相原大輔、船越百恵、詠坂雄二の3人だけである。KAPPA-ONEから刊行された14作品中、推理小説は半分の7作品である。

## 受賞者・受賞作品
| 期             | 受賞者     | 受賞作                                     | 推薦文     | 初刊      | 文庫化     |
| -------------- | ---------- | ------------------------------------------ | ---------- | --------- | ---------- |
| 第一期         | 石持浅海   | アイルランドの薔薇                         | 西澤保彦   | 2002年4月 | 2004年9月  |
| 第一期         | 林泰広     | The unseen 見えない精霊                    | 泡坂妻夫   | 2002年4月 |            |
| 第一期         | 東川篤哉   | 密室の鍵貸します                           | 有栖川有栖 | 2002年4月 | 2006年2月  |
| 第一期         | 加賀美雅之 | 双月城の惨劇                               | 二階堂黎人 | 2002年4月 | 2006年12月 |
| 第二期         | 相原大輔   | 首切り坂                                   | 若竹七海   | 2003年5月 |            |
| 第二期         | 浅田靖丸   | 幻神伝                                     | 菊地秀行   | 2003年6月 |            |
| 第二期         | 佐神良     | S.I.B セーラーガール・イン・ブラッド       | 岩井志麻子 | 2003年7月 |            |
| 第三期         | 船越百恵   | 眼球蒐集家（アイボール コレクター）        | 三雲岳斗   | 2004年6月 |            |
| 第三期         | 陰山琢磨   | 蒼穹の槍                                   | 山田正紀   | 2004年6月 |            |
| KAPPA-ONE 2005 | 大濱真対   | 異進化猟域 バグズ                          | 牧野修     | 2005年5月 |            |
| KAPPA-ONE 2005 | 澤見彰     | 時を編む者                                 | 田中芳樹   | 2005年6月 |            |
| KAPPA-ONE 2007 | 樹月弐夜   | バロックライン                             | 森福都     | 2007年2月 |            |
| KAPPA-ONE 2007 | 沖水幹生   | ルナ                                       | 細谷正充   | 2007年2月 |            |
| KAPPA-ONE 2007 | 詠坂雄二   | リロ・グラ・シスタ the little glass sister | 綾辻行人   | 2007年8月 | 2013年12月 |

### 関連作品
- 弐藤水流『リビドヲ』[注 1]（2009年6月 光文社 / 2012年9月 光文社文庫） - 推薦文：鈴木光司・平山夢明

## カッパ・ツー
『ジャーロ』No.52 2014 AUTUMN-WINTERにて開始が発表された。KAPPA-ONEとは異なり本格ミステリのみを対象としている。また多くの新人賞とは違い毎年の開催ではない。原稿枚数は、400字詰め原稿用紙換算で250枚以上550枚以内。選考委員はKAPPA-ONE出身者である東川篤哉と石持浅海が務める。受賞作は単行本にて刊行されている。

### 受賞者・受賞作品（カッパ・ツー）
| 期（結果発表年） | 受賞者       | 受賞作                                    | 初刊       | 文庫化     |
| ---------------- | ------------ | ----------------------------------------- | ---------- | ---------- |
| 第一期（2016年） | 阿津川辰海   | 名探偵は嘘をつかない                      | 2017年6月  | 2020年6月  |
| 第二期（2019年） | 犬飼ねこそぎ | 密室は御手の中                            | 2021年7月  | 2024年10月 |
| 第三期（2023年） | 真門浩平     | バイバイ、サンタクロース 麻坂家の双子探偵 | 2023年12月 |            |
| 第三期（2023年） | 信国遥       | あなたに聞いて貰いたい七つの殺人          | 2024年4月  |            |